# Manuel Ostermann

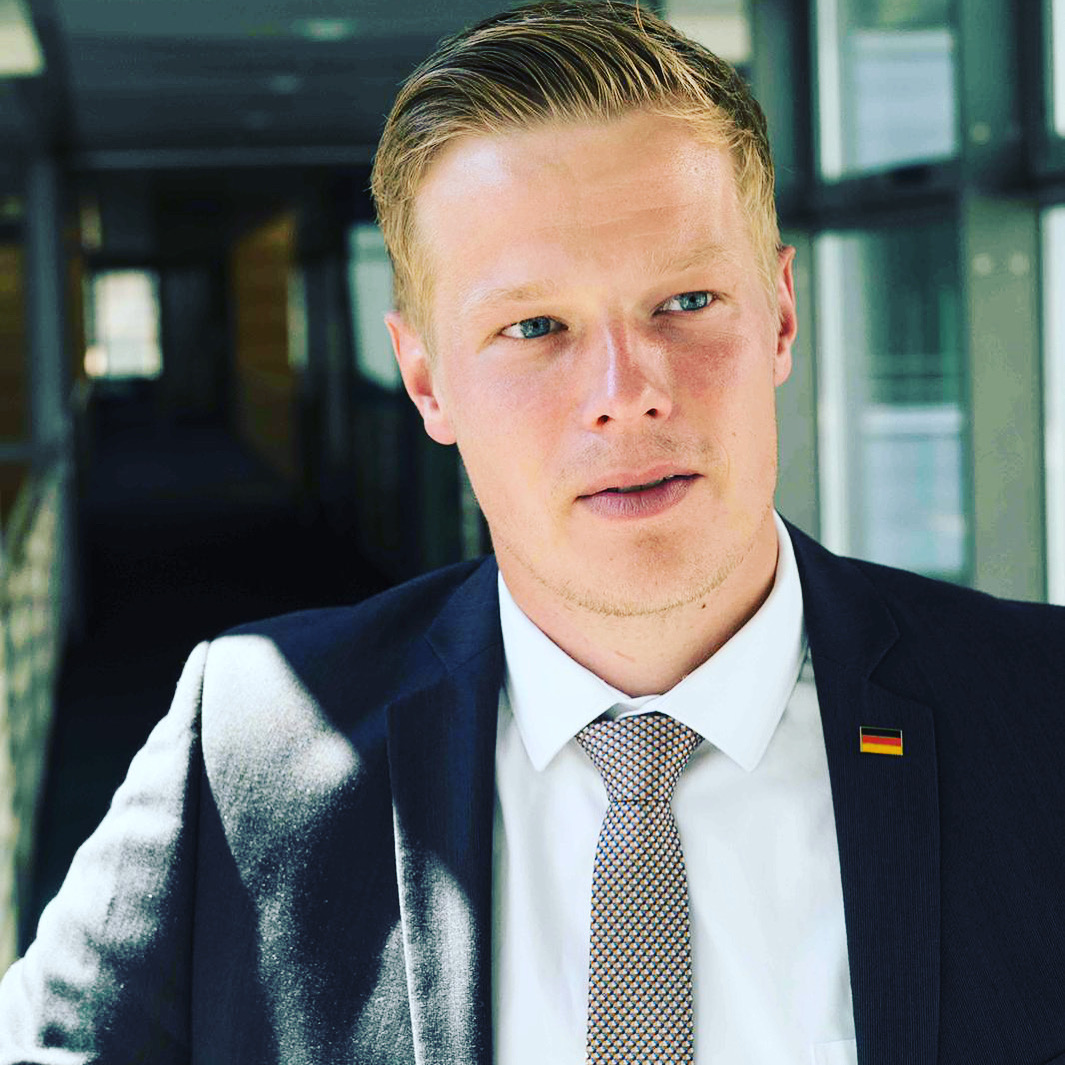
Manuel Ostermann (2023)

Manuel Ostermann (* 29. September 1990 in Rheine) ist ein deutscher Polizeibeamter bei der Bundespolizei und seit 2023 erster stellvertretender Bundesvorsitzender der DPolG Bundespolizeigewerkschaft und Politiker (CDU) mit dem Schwerpunkt Innenpolitik.

## Leben und Wirken
Manuel Ostermann ist als Bundespolizeibeamter dienstlich der Mobilen Kontroll- und Überwachungseinheit der Bundespolizeidirektion Sankt Augustin am Dienstort Essen zugeordnet. Seit 2015 ist er in der DPolG gewerkschaftlich engagiert, und 2018 war er stellvertretender Bundesjugendleiter der DPolG. Ab 2019 nahm er die Aufgabe eines stellvertretenden Bundesvorsitzenden der DPolG-Bundespolizeigewerkschaft wahr, dies ab 2023 in der Position des gewählten Ersten Stellvertretenden Bundesvorsitzenden und als Mitglied des Bundesvorstands der DPolG Bundesorganisation.
Seit 2022 ist er Innenpolitischer Sprecher der Jungen Union NRW und Mitglied der Kommission Inneres & Justiz der Jungen Union. Außerdem engagiert er sich in der Fachkommission Sicherheit der CDU und wirkt als Mitglied des Landesvorstands der DBB-Arbeitsgruppe der Christlich-Demokratischen Arbeitnehmerschaft Nordrhein-Westfalen mit. Ostermann wurde als Sachverständiger bei Beratungen und Anhörungen im Innenausschuss des Landtags Nordrhein-Westfalen hinzugezogen, insbesondere zu den Themenfeldern Innere Sicherheit und Polizeiarbeit.
Zudem war er unter anderem zu sicherheitspolitischen Themen in den Medien zu Gast, häufig bei Medien von Axel Springer SE (zum Beispiel Welt, Bild), Nius, Servus TV und Achtung, Reichelt! und beim öffentlich-rechtlichen Rundfunk (ARD, ZDF, Phoenix), bei Privatsendern (SAT1); ebenfalls als Interviewpartner in Zeitungen wie zum Beispiel Die Zeit und als Gastautor bei Focus.
Eine Mitgliedschaft Ostermanns im Verein Werteunion ist für Anfang des Jahres 2019 belegt, im Januar 2020 fungierte er als Beisitzer im Bundesvorstand des Vereins Werteunion. Nach eigener Angabe auf seinem Twitter-Account trat er Anfang 2020 aus dem Verein Werteunion aus.
Im Juni 2025 legte Ostermann gemeinsam mit der DPolG Programmbeschwerde gegen die Sendung ZDF Magazin Royale vom 28. März 2025 beim ZDF ein. Die Sendung habe die Grundanforderungen an Sachlichkeit, Wahrheit, Meinungstrennung und Recherche des ÖRR nicht erfüllt, sondern habe Halbwahrheiten und ideologisch geprägte Rhetorik verbreitet.
Ostermann ist verheiratet und Vater von zwei Kindern.

## Kritik
Im Dezember 2024 reichte die deutsche Sektion von Amnesty International wegen seiner Statements auf seinen privaten Social-Media-Accounts eine Dienstaufsichtsbeschwerde beim Präsidenten des Bundespolizeipräsidiums ein. Es wurde gegen ihn der Vorwurf erhoben, beamtenrechtlich gegen „das Mäßigungs- und Zurückhaltungsgebot, die Neutralitätspflicht, die Wohlverhaltenspflicht und das Verhältnismäßigkeitsprinzip“ zu verstoßen und sich dabei aus Sicht von Amnesty International menschenverachtend geäußert zu haben.
Kevin Komolka, der Landesvorsitzende der Gewerkschaft der Polizei Niedersachsen (GdP) distanzierte sich im Januar 2025 öffentlich von Ostermann und forderte ihn auf, „die Polizei nicht als populistisches Sprachrohr“ zu missbrauchen, sondern „zu einer sachlichen Debatte auf Grundlage der freiheitlich demokratischen Grundordnung zurückzukehren“. Jemand, der „tägliche Gruppenvergewaltigungen als Argument für einen schärferen Asylkurs in die Waagschale“ werfe, handele „nicht nur stark populistisch, sondern auch ohne jede statistische Grundlage und polizeiliche Sachkenntnis.“ Ostermann erklärte daraufhin, seine Aussagen seien durch BKA-Kriminalstatistiken belegbar.
Übermedien nennt Ostermann „eine Art rechter Influencer“, der finde, dass „Deutschland zu links regiert werde und nicht mehr sicher sei“, aber dennoch „oft nicht kritisch-konfrontativ, sondern als Experte“ befragt werde, teils sogar ohne Angabe seiner Parteimitgliedschaft. Insgesamt sei Ostermann „ein extremes Beispiel für ein umfassenderes Problem“, bei der Medien „Sprecher von Polizeigewerkschaften häufig als innenpolitische Experten“ präsentierten, „Parteimitgliedschaften und ihre Rolle als Interessenvertreter der konservativen bis rechten Polizeigewerkschaften“ aber selten reflektierten.